# Atoconeura
Atoconeura é um género de libelinha da família Libellulidae.
Este género contém as seguintes espécies:
- Atoconeura aethiopica
- Atoconeura biordinata
- Atoconeura eudoxia
- Atoconeura kenya
- Atoconeura pseudeudoxia